# Mertak Tombok
Mertak Tombok is een bestuurslaag in het regentschap Centraal-Lombok van de provincie West-Nusa Tenggara, Indonesië. Mertak Tombok telt 5397 inwoners (volkstelling 2010).